# Coexistentia
Ruch Polityczny Coexistentia–Wspólnota–Egyűttélés–Spivžitja–Soužití–Zusammenleben (także skrótowo: Coexistentia– Soužití–Wspólnota–Egyűttélés; COEX) – ugrupowanie polityczne działające wśród mniejszości narodowych Czechosłowacji, następnie zaś Czech, mające na celu zabezpieczenie praw mniejszości narodowych i etnicznych w demokratycznym państwie czeskim. 

## Historia
Ugrupowanie powstało w listopadzie 1989 jako Ruch Polityczny Mniejszości Narodowych w Czechosłowacji "Coexistentia". Było odpowiedzią na ignorowanie problemów mniejszości narodowych przez Forum Obywatelskie. Organizacja powstała na bazie Polskiego Związku Kulturalno-Oświatowego (PZKO), węgierskiego "Csemadoku" oraz Związku Ukraińców i Rusinów. Celem działania Wspólnoty była ochrona praw mniejszości narodowych, zwłaszcza w dziedzinie szkolnictwa i kultury. Odwoływało się do Polaków, Węgrów, Ukraińców, Rusinów i Niemców. 
Ruch polityczny pod nazwą "Coexistentia" powstał w 1993. W jego skład weszły trzy sekcje narodowe: węgierska (MNS), ukraińska (UNS) i polska (PNS). Przewodniczącym ruchu wybrano Polaka Stanisława Gawlika. W związku z podziałem Czechosłowacji w 1993 pole działalności węgierskiej i ukraińskiej sekcji zostało poważnie ograniczone. 
Obecnie na czele trzech sekcji narodowych stoją: Karol Madzia (polska, od 2011), Vasil Vaník (ukraińska, od 1993), László Attila Kocsis (węgierska, 1993–1994; 1998–2005; od 2009).

## Udział w wyborach
Ruch brał udział w wyborach parlamentarnych 1998 i 2002, wiążąc się z niewielkimi ugrupowaniami pozbawionymi znaczenia politycznego. Od wyborów do Parlamentu Europejskiego, w których poparł kandydaturę Józefa Zieleńca, stale współpracuje z SNK-ED. W wyborach do Senatu partia popierała kandydatów startujących z różnych list, m.in. Igora Petrova w 2004 (lista SNK-ED). Znacznie większe sukcesy partia odnotowywała w wyborach samorządowych, uzyskując mandaty w radach miast i gmin zamieszkanych przez mniejszości narodowe (w tym na Śląsku Cieszyńskim). 

## Przewodniczący
- Stanisław Gawlik (1993–2001)
- Władysław Niedoba (2001–2005)
- László Attila Kocsis (2005–2009)
- Aleksander Pálffy (2009–2014)
- Józef Przywara (2014–2021)
- Zoltán Domonkos (2021–2025)
- Stanisław Gawlik (2025)